# Pirro Albergati
Conde Pirro Capacelli Albergati (20 de septiembre de 1663 - 22 de junio de 1735) fue un aristócrata italiano y un compositor aficionado.

Albergati nació en Bolonia. Los Albergatis eran una de las familias más eminentes de la nobleza bolonesa, y el conde Pirro Albergati mismo era embajador, confidente de Leopoldo I, emperador de Austria, miembro del Consejo de Mayores de la ciudad, y gonfaloniere de la ciudad de Bolonia.
"Aunque la posteridad ha reconocido a Pirro Albergati por sus logros musicales, probablemente fue mejor conocido por el público en general por sus obras de caridad." (Victor Crowther El oratorio de Bolonia 1650-1730)
A partir de 1685 se convirtió en miembro de la confraternidad Santa María della Morte para quien compuso la mayor parte de sus 17 oratorios. A partir de 1728 Albergati también ocupó el puesto honorario principal de maestro de capilla en Puiano cerca de Urbino en los últimos años de su vida. Sus obras sagradas incluyen 4 masas.
El compositor boloñés Giuseppe Maria Jacchini dedicó su opus 4 al Conde Albergati en reconocimiento a su fuerte apoyo para dar a Jacchini una posición permanente en la orquesta de la catedral de Bolonia.

## Obra

### Publicadas
- Op. 1 Balletti, correnti, sarabande e gighe per Violino, Violone, con il secondo violino beneplacito. 1682, reprinted 1685[3]
- Op. 2 Suonate a due violini col suo basso continuo. Bologna 1683
- Op. 3 Cantate morali a voce solo, 1685
- Op. 4 Messa e salmi concertati. 1687
- Op. 5 "Plectro armonico" Dieci Sonate da Camera à due Violini, e Basso con Violoncello obligato (Bologna 1687)
- Op. 6 Cantate da camera a voce sola 1687
- Op. 7 Motetti e antifoni della B.M.V. 1691
- Op. 8 Concerti varii da Camera a tre, quattro o cinque. Modena 1702
- Op. 9 Cantate spirituale a 1 2 3 vv. F. Rosati Modena 1702
- Op. 10 Cantate ed Oratorio San Eustachio 1714
- [  ] Inno e antifone della B.M.V. a voce sola. Silvani, Bologna 1715
- [  ] Cantate in pregio di Santa Maria. "Op6." Bologna 1717
- Op. 13 Corona dei pregi di Maria a 1 voce 1717
- Op. 14 Caprici varii da camera a tre. Venice 1721
- Op. 15 Motetti con il responsorio di S. Antonio di Padova a 4, 1715
- Op. 16 Messe e Litanie della B.M.V. e Tantum ergo a 4, (Bologna ?) Venice 1721

Oratorios (sobrevivientes):
- L’innocenza di Sant’Eufemia 1694
- Il Convito di Baldassarro, 1691
- La Beata Caterina da Bologna tentata di solitudine, 1710 Bologna
- San Eustachio in Op.10 1714

Obras perdidas:
- Serenata a 2 vv 1692
- Opera Gli amici 16 August 1699, Bologna
- Opera Il principe selvaggio 1712, Bologna

Oratorios:
- Nabucodonosor 1686
- Giobbe 1688
- Santa Orsola 1689
- L'Iride di pace, o sia il B. Niccolò Albergati 1690
- Il martirio di S Sinibaldo 1696
- Il ritorno dalla capanna 1696
- Maria Annunciata dall'Angelo  1701
- Santa Ottilia 1705
- Il Morte di Cristo 1719
- Il trionfo della Grazia, ovvero la conversione di Maddalena 1729
- S Petronio principale protettore di Bologna 1732